# Boyd Holbrook
 (septembre 2017).
Boyd Holbrook, est un mannequin et acteur américain né le 1er septembre 1981 à Prestonsburg.
Il est notamment connu pour son rôle de l'agent Steve Murphy de la DEA dans la série Narcos.

## Biographie

### Jeunesse
Boyd Holbrook est né le 1er septembre 1981 à Prestonsburg. Il est le fils d'Ellen et Don Holbrook.

## Carrière

### Mannequinat (années 2000)
Il est repéré alors qu'il travaille à mi-temps en tant que technicien dans un théâtre, au Kentucky. Il signe avec l'agence Elite Model Management en 2001. Il devient mannequin pour des marques et créateurs tels que Gucci, Jean Paul Gaultier, Versace, Hugo Boss, Bill Blass, Calvin Klein, Moschino, Marc Jacobs, Dsquared2, Dior et Viktor & Rolf.
Il est avec Omahyra Mota le modèle du photographe Ellen von Unwerth lors de l'exposition parisienne « Omahyra & Boyd ».

### Débuts d'acteur (2008-2013)
Il commence sa carrière d'acteur en 2008, avec quelques apparitions à la télévision. Son premier véritable rôle est un personnage récurrent dans la deuxième saison de la série The Big C, portée par Laura Linney, diffusée en 2011. Il apparaît aussi à partir de cette année dans quelques longs-métrages indépendants : Higher Ground de et avec Vera Farmiga ou encore The Oranges, avec Hugh Laurie.
Mais c'est en 2012 qu'il perce en tenant un second rôle dans la mini-série Hatfields and McCoys, jouée et produite par Kevin Costner. Il interprète dès l'année suivante plusieurs personnages plus développés au cinéma : dans le drame Very Good Girls, avec Dakota Fanning et Elizabeth Olsen, le thriller Les Brasiers de la colère, avec Christian Bale et enfin la production pour adolescents Les Âmes vagabondes, avec Saoirse Ronan. Par ailleurs, il apparait dans le téléfilm Ma vie avec Liberace, avec Michael Douglas et Matt Damon .

### Percée médiatique (depuis 2014)
L'année 2014 le voit participer à deux projets remarqués par la critique :  le thriller Gone Girl, de David Fincher, puis la comédie dramatique indépendante The Skeleton Twins, avec Kristen Wiig et Bill Hader. Il apparait aussi dans le film d'action Balade entre les tombes, avec Liam Neeson, puis pour la première fois tient le premier rôle masculin d'un long-métrage, le thriller indépendant Little Accidents, porté par Elizabeth Banks.
L'année suivante, il retrouve Liam Neeson pour un autre film d'action : Night Run. Mais il tourne surtout le film indépendant The Free World, dont il partage l'affiche avec l'actrice multi-récompensée Elisabeth Moss. Le film sort la même année que Morgane, film d'horreur où il tient cette fois un second rôle, le long-métrage étant porté par Anya Taylor-Joy et Kate Mara.
Durant ces deux années, il se fait surtout remarquer la populaire série dramatique Narcos, dont il tient l'un des principaux rôles, face à Wagner Moura et Pedro Pascal. La popularité de cette fiction, où il incarne un agent de la DEA à la poursuite de Pablo Escobar, lui permet ensuite de seconder Thomas Haden Church et Terrence Howard, têtes d'affiche du drame indépendant Cardboard Boxer, puis d'incarner Donald Pierce, le principal antagoniste de l'acclamé blockbuster Logan, face à Hugh Jackman.
L'acteur porte ensuite le film indépendant Boomtown, puis donne la réplique à Jeffrey Wright, interprète du protagoniste du drame O.G.. Durant l'année  2018, il fait partie du casting masculin principal du thriller de science-fiction The Predator, écrit et réalisé par Shane Black.

## Filmographie

### Cinéma
- 2008 : Harvey Milk de Gus Van Sant : Denton Smith
- 2011 : Higher Ground de Vera Farmiga : Ethan Miller, adolescent
- 2011 : The Oranges de Julian Farino : « Circle »
- 2013 : Very Good Girls de Naomi Foner Gyllenhaal : David Avery
- 2013 : Les Brasiers de la colère (Out of the Furnace) de Scott Cooper : David Avery
- 2013 : Les Âmes vagabondes d'Andrew Niccol : Kyle O'Shea
- 2014 : Balade entre les tombes (A Walk Among The Tombstones) de Scott Frank : Peter Kristo
- 2014 : Little Accidents de Sara Colangelo : Amos Jenkins
- 2014 : Gone Girl de David Fincher : Jeff
- 2014 : The Skeleton Twins de Craig Johnson : Billy
- 2015 : Night Run (Run All Night) de Jaume Collet-Serra : Danny Maguire
- 2016 : Jane Got a Gun de Gavin O'Connor : Vic Owen
- 2016 : Boomtown de Sabyn Mayfield : Dustin
- 2016 : The Free World de Jason Lew : Mohamed Lundy
- 2016 : Morgane (Morgan) de Luke Scott : Skip Vronsky
- 2016 : Cardboard Boxer de Knate Gwaltney : Pinky
- 2017 : Logan de James Mangold : Donald Pierce
- 2018 : The Predator de Shane Black : Quinn McKenna
- 2018 : O.G. de Madeleine Sackler : Pinkins
- 2019 : In the Shadow of the Moon de Jim Mickle : Thomas Lockhart
- 2020 : C'est nous les héros (We Can Be Heroes) de Robert Rodriguez : Miracle Guy
- 2021 : Beckett de Ferdinando Cito Filomarino : Steven Tynan
- 2021 : Eight for Silver de Sean Ellis : John McBride
- 2021 : Vengeance de B. J. Novak : Ty Shaw
- 2023 : Indiana Jones et le Cadran de la destinée (Indiana Jones and the Dial of Destiny) de James Mangold : Klaber
- 2023 : The Bikeriders de Jeff Nichols : Cal
- 2024 : Un parfait inconnu (A Complete Unknown) de James Mangold : Johnny Cash

### Télévision

#### Séries télévisées
- 2011 : The Big C : Mykail
- 2012 : Hatfields and McCoys : William « Cap » Hatfield
- 2015 - 2016 : Narcos : Steve Murphy
- 2020 : Le Fugitif : Mike Ferro
- 2021 : The Premise : Aaron
- 2022 : Sandman : le Corinthien
- 2023 : Justified: City Primeval : Clement Mansel alias The Oklahoma Wildman

#### Téléfilm
- 2013 : Ma vie avec Liberace (Behind the Candelabra) de Steven Soderbergh : Cary James

## Distinctions

### Nominations
- 2015 : Gold Derby Film Awards de la meilleure distribution pour Gone Girl (2015) partagée avec  Rosamund Pike, Ben Affleck, Neil Patrick Harris, Carrie Coon, Kim Dickens, Patrick Fugit, Lola Kirke, Tyler Perry, Patrick Fugit, Lola Kirke, Missi Pyle, Emily Ratajkowski, Sela Ward et Casey Wilson.
- 30e cérémonie des Screen Actors Guild Awards 2024 : Meilleure équipe de cascadeurs pour Indiana Jones et le Cadran de la destinée (Indiana Jones and the Dial of Destiny) (2023) partagée avec de nombreux autres cascadeurs.

## Voix francophones
En version française, Boyd Holbrook est dans un premier temps doublé par Anton Yakovlev dans The Big C, Nathanel Alimi dans Hatfields and McCoys, Rémi Caillebot dans Ma vie avec Liberace, Geoffrey Salveaux dans Les Âmes vagabondes, Alexis Tomassian dans Balade entre les tombes, Fabrice Trojani dans Les Brasiers de la colère et Jane Got a Gun, David Van de Woestyne dans Gone Girl ou encore par Julien Allouf dans Night Run.
Depuis le milieu des années 2010, Stéphane Pouplard est la voix régulière de l'acteur, le doublant notamment dans Narcos, Morgane, Logan, The Predator ou encore C'est nous les héros. Parallèlement, il est également doublé par Jérémy Prévost dans In the Shadow of the Moon, Alexis Victor dans Beckett et Eight for Silver, Pierre Lognay dans Vengeance, ainsi que Valentin Merlet dans Sandman. En 2023, Axel Kiener le double à deux reprises, dans Indiana Jones et le Cadran de la destinée et Justified: City Primeval.